# Ennetières-en-Weppes
Ennetières-en-Weppes é uma comuna francesa na região administrativa de Altos da França, no departamento do Norte. Estende-se por uma área de 10.44 km². Em 2010 a comuna tinha 1 319 habitantes (densidade: 126,3 hab./km²).